# ロックンローラー・コースター
ロックンローラー・コースター(Rock'n'Roller Coaster starring Aerosmith)は世界のディズニーパークにあるアトラクション。

## このアトラクションが存在するパーク
- ディズニー・ハリウッド・スタジオ（ウォルト・ディズニー・ワールド・リゾート）

過去に存在していたパーク
- ウォルト・ディズニー・スタジオ・パーク（ディズニーランド・パリ）

## 概要
ロックンローラー・コースター(Rock'n'Roller Coaster starring Aerosmith)は、エアロスミスの音楽に合わせて暗い空間をハイスピードで駆け抜けるジェットコースタータイプのアトラクション。フロリダ版とパリ版で演出上でいくつかの違いが有るが、コースなどの基本部分は全く同一である。
コースには360度回転やコークスクリュー回転する箇所もあり、スピードも最高速度91km/hに達する（スペース・マウンテン：ミッションⅡと同じ）。スタート同時に超高速で発進するライドは、その後ほとんど減速することなく、最高時速を維持したまま高速で急旋回を繰り返す。ディズニーパークで最もハードなコースターとの呼び声高く、若いゲストに人気のアトラクションである。コースターが苦手な人は間違っても乗らないほうがよい。
音楽はエアロスミスが担当し、ライドに内蔵されたスピーカーからは大音量の音楽が終始鳴り響く。ライド乗り場までの通路には両側にエアロスミスのメンバーが使用したギターなどが展示されている。なお、アトラクションの名称は、「ロックンロール」と「ローラーコースター」を掛け合わせた造語である。

## 音楽
- ライドに内蔵されたスピーカーから流れるエアロスミスの楽曲は、5台のライド毎に異なっており、どのライドにもこのアトラクションのために、歌詞の一部が変更された楽曲が含まれている。（例えば"Love in an Elevator"という歌詞が"Love in a roller coaster"に変更されているなど）
- 各ライドで流れる楽曲は以下のとおり（2008年1月時点）
  - 1QKLIMO: "Nine Lives"
  - UGOGIRL: "Love in an Elevator" , "ウォーク・ディス・ウェイ"
  - BUHBYE: "Young Lust" , "F.I.N.E.*" , "Love in a Roller Coaster"
  - H8TRFFC: "Back in the Saddle" , "Dude (Looks Like a Lady)"
  - 2FAST4U: "Sweet Emotion"

## 各施設紹介

### ディズニー・ハリウッド・スタジオ
| ロックンローラー・コースター Rock'n'Roller Coaster | ロックンローラー・コースター Rock'n'Roller Coaster | ロックンローラー・コースター Rock'n'Roller Coaster | ロックンローラー・コースター Rock'n'Roller Coaster |
| -------------------------------------------------- | -------------------------------------------------- | -------------------------------------------------- | -------------------------------------------------- |
| ロックンローラー・コースター                       |                                                    |                                                    |                                                    |
| オープン日                                         | オープン日                                         | 1999年1月29日                                      | 1999年1月29日                                      |
| スポンサー                                         | スポンサー                                         | なし                                               | なし                                               |
| 所要時間                                           | 所要時間                                           | 約1分22秒                                          | 約1分22秒                                          |
| 定員                                               | 定員                                               | 24名/1編成（6両）                                  | 24名/1編成（6両）                                  |
| 利用制限                                           |                                                    | 身長122cm以上                                      | 身長122cm以上                                      |
| ファストパス                                       | ファストパス                                       |                                                    | ○                                                  |
| シングルライダー                                   | シングルライダー                                   |                                                    | ○                                                  |

世界で最初にできたオリジナル版。パリ版と比較した場合の特徴は次のとおり。
- ライドがリムジンの形をしている。
- ロサンゼルスのフリーウェイを走ってエアロスミスのコンサートに向かうという設定になっている。

2024年11月22日、ロックンローラー・コースターのテーマをエアロスミスからマペッツに変更しリニューアルすると発表。

### ウォルト・ディズニー・スタジオ・パーク
| ロックンローラー・コースター Rock'n'Roller Coaster | ロックンローラー・コースター Rock'n'Roller Coaster | ロックンローラー・コースター Rock'n'Roller Coaster                      | ロックンローラー・コースター Rock'n'Roller Coaster                      |
| -------------------------------------------------- | -------------------------------------------------- | ----------------------------------------------------------------------- | ----------------------------------------------------------------------- |
| オープン日                                         | オープン日                                         | 2002年3月16日（ウォルト・ディズニー・スタジオ・パークと同時にオープン） | 2002年3月16日（ウォルト・ディズニー・スタジオ・パークと同時にオープン） |
| クローズ日                                         | クローズ日                                         | 2019年9月1日                                                            | 2019年9月1日                                                            |
| スポンサー                                         | スポンサー                                         | なし                                                                    | なし                                                                    |
| 所要時間                                           | 所要時間                                           | 約1分22秒                                                               | 約1分22秒                                                               |
| 定員                                               | 定員                                               | 24名/1編成（6両）                                                       | 24名/1編成（6両）                                                       |
| 利用制限                                           |                                                    | 身長122cm以上                                                           | 身長122cm以上                                                           |
| ファストパス                                       | ファストパス                                       |                                                                         | ○                                                                       |
| シングルライダー                                   | シングルライダー                                   |                                                                         | ○                                                                       |

フロリダ版を導入したもので、メインアトラクションの構造などは全く同じ。フロリダ版と比較した際のパリ版の特徴は次の通り。
- ライドが「サウンド・トラッカー」の形をしている。
- ロサンゼルスのフリーウェイを走ってエアロスミスのコンサートに向かうという設定ではない。
- 多くのレーザー光線によって演出されている。
- プレショー部分で流れる楽曲がフランス語に翻訳されている（メイン部分では英語のみ）。
- 2019年9月1日に映画『アイアンマン』をテーマにしたアトラクション、「アベンジャーズ・アッセンブル:フライト・フォース」にリニューアルするためクローズされる[2]。